# Sup tenkozobý
Sup tenkozobý (Gyps tenuirostris) je druh kriticky ohroženého dravého ptáka z čeledi jestřábovití (Accipitridae). Někdy je považován za poddruh supa indického (Gyps indicus).

## Výskyt a stanoviště
Sup tenkozobý se vyskytuje v Indii severně od Indoganžské nížiny (včetně), západně až po Himáčalpradéš a Harijánu, jižně až po Západní Bengálsko. Areál výskytu zahrnuje i přilehlé oblasti Nepálu a pokračuje směrem na východ, kde zasahuje do Bangladéše, Kambodže, Laosu či Myanmaru. Historický areál výskytu zahrnoval větší oblasti jihovýchodní Asie, resp. spíše poloostrova Zadní Indie, ačkoli počty supů v důsledku lidských aktivit z obecného pohledu silně poklesly. Malajsijské a thajské populace nejspíše už zcela vyhynuly. Sup tenkozobý je druhem suché otevřené krajiny a zalesněných oblastí, a to až do nadmořské výšky 2 000 metrů. Obyčejně se vyhýbá lidskému osídlení.

## Popis
Sup tenkozobý dosahuje velikosti 80 až 95 cm. Obecné zbarvení těla je hnědavé, opeření spodních partií se vyznačuje světle hnědým žíháním. Stehna jsou zdobena chomáči bílého peří, patrnými především za letu. Hlava s krkem je neopeřená, černě zabarvená; zobák je tenký a tmavý.

## Chování
O biologii supa tenkozobého bylo získáno pouze málo informací. Situaci komplikuje především fakt, že je za samostatný druh považován teprve od 21. století, předtím byl hodnocen jako poddruh supa indického (Gyps indicus). Populace obou druhů se stýkají v severní Indii, přičemž jejich výskyt je alopatrický nebo parapatrický. Na základě nejasností v systematice a identifikaci lze vztáhnout informace k příslušným druhům jen s opatrností. Potrava supů tenkozobých se skládá prakticky výhradně z mršin, obvykle hospodářských zvířat, ale i divoce žijících druhů (např. zbytky zvířat zabitých velkými šelmami). Během krmení může vytvářet smíšené mezidruhové agregace, jde tedy o poměrně sociální druh. Hnízdí od října do dubna a snůška činí jediné vejce, o které pečují oba rodiče. Hnízdo si tito ptáci staví na mohutných listnatých stromech, a to ve výšce 7 až 25 m. Sup tenkozobý je stálým, nemigrujícím druhem, zvláště mladí nebo nespárovaní jedinci však mohou za letu pokrýt značný akční radius. Míra genového toku mezi zdánlivě oddělenými populacemi však zůstává neznámá.

## Ohrožení
Mezinárodní svaz ochrany přírody (IUCN) ve svém vyhodnocení stavu druhu z roku 2021 uvádí, že celková velikost populace činí pouze 730 až 870 dospělých jedinců. Úbytek supů v jihovýchodní Asii od 20. století je důsledkem propadu populací velkých kopytníků a nejspíše i lidského pronásledování. Extrémně rychlý pokles populací však postihl především supy Indického subkontinentu, a to od 90. let 20. století (asi 97% pokles v průběhu 10 až 15 let, přičemž v těchto datech je zahrnut jak sup tenkozobý, tak sup indický). Jde o důsledek používání veterinárního léku diclofenac; těla hospodářských zvířat ošetřovaných diclofenacem jsou pro supy toxická, jejich konzumace vyvolává selhání ledvin a následný úhyn. Od roku 2006 vlády Indie, Nepálu a Pákistánu využívání diclofenacu ve veterinárním lékařství zakázaly (namísto něj lze nasadit náhradní lék meloxicam), ačkoli navzdory tomu stále docházelo ke zneužívání lidských přípravků s diclofenacem k ošetřování hospodářských zvířat.
Sup tenkozobý zůstává klasifikován jako kriticky ohrožený druh. Chov supů tenkozobých v zajetí probíhá od roku 2006, kdy bylo z volné přírody odchyceno prvních 18 supů pro chovné zařízení v Pinjore.